# 한국동계스포츠영재센터
한국동계스포츠영재센터(韓國冬季스포츠英才센터, 영어: Korea Winter Sports Elite Center)는 문화체육관광부 소관의 사단법인이다. 2015년 6월 설립되었다.

## 논란
최순실의 조카 장시호가 깊게 연관되어 있다는 논란이 있다.